# DC Extended Universe
DC Extended Universe (DCEU) je neslužbeni izraz koji se odnosi na američku medijsku franšizu i zajednički svemir, koji je usredotočen na seriju superherojskih filmova koje distribuira Warner Bros. Entertainment a baziran je na DC Comics stripovima. Franšiza uključuje i stripove, kratke filmove, knjige i videoigre. Baš kao i izvorni DC Universe u stripovima, osnovana je prelaskom preko zajedničkih elemenata, glumaca i likova. Filmovi su u produkciji od 2011. godine i tada je Warner Bros. distribuirao sedam filmova.
Filmovi su napisani i režirani od raznih pojedinaca i imaju velike, često ansamblne glumce. Nekoliko glumaca, među kojima su Henry Cavill, Ben Affleck, Gal Gadot, Ezra Miller, Jason Momoa, Ray Fisher i Zachary Levi pojavili su se u brojnim filmovima ove franšize, s ponovljenim nastupima u nastavcima. U svibnju 2016. glavni kreativni direktor DC-a Geoff Johns i izvršni potpredsjednik Warner Bros.a, Jon Berg, imenovani su za vođenje odjela DC Films i nadgledanje kreativnih odluka, produkcije i lukova priča kako bi se stvorila kohezivna sveobuhvatna radnja unutar filmova. U siječnju 2018., Walter Hamada imenovan je predsjednikom DC Films-a, zamjenjujući Berga.
Prvi film DCEU-a bio je Čovjek od čelika 2013. godine, a slijedi ga Batman v Superman: Zora pravednika i Odred otpisanih u 2016., Liga pravde 2017., Aquaman 2018., Shazam! 2019., Birds of Prey i emancipacija famozne Harley Quinn i Wonder Woman 1984 2020. godine. Liga pravde Zacka Snydera i Odred otpisanih: Nova misija 2021. godine.
2022. franšiza će se nastaviti planiranim datumima objavljivanja za filmove: Black Adam, The Flash, Aquaman and the Lost Kingdom i Batgirl  A 2023. s filmom Shazam! Fury of the Gods.

## Ime
Nakon najave, franšizu su obožavatelji i mediji nazvali "DC Cinematic Universe", po analogiji s Marvel Cinematic Universe. U studenom 2014. godine Newsarama je zajednički svemir nazvao "DC Cinematic Multiverse", dok je u prosincu 2014. službena web stranica DC Comicsa koristila izraz "DC Cinematic Universe". U srpnju 2015. godine Entertainment Weekly je prvi put upotrijebio izraz "DC Extended Universe" kako bi se odnosio na franšizu, a u rujanskom broju Empire Snyder je također koristio isti izraz. Međutim, u rujnu 2017. navedeno je da "DC Extended Universe" nije službeni naziv franšize. U srpnju 2018. neki su mediji izvijestili da će DC-jevi filmski svemiri biti preimenovani u "Worlds of DC", ali ni Warner Bros. ni DC Films nisu objavili nikakvu službenu objavu. U svibnju 2020. godine, pokretanjem platforme HBO Max na zahtjev, Warner Bros. najavio je "DC Extended Universe" službenim kao ime franšize.

## Razvoj
Prvi pokušaji stvaranja filmskog svemira bili su 1998. godine sa Superman Lives. Film je trebao napisati Kevin Smith a režirati Tim Burton. U filmu je trebao glumiti Nicolas Cage kao Superman. U scenariju je Brainiac poslao Doomsdaya na Zemlju da ubije Supermana i zakloni sunce kako bi Supermana učinio bespomoćnim, budući da Supermanove moći dolaze sa sunčeve svjetlosti. Brainiac bi se udružio s Lex Luthorom, ali Superman bi kasnije porazio negativca. Michael Keaton trebao je reprizirati svoju ulogu Batmana iz filmova Tima Burtona, ali je film otkazan.
1. siječnja 2014. otkriveno je da je Warner Bros. pokušao stvoriti novi filmski svemir 2011. godine s Green Lanternom. U pripremi je bio i film o Flashu koji su napisali pisci Green Lanterna Michael Green i Marc Guggenheim, a koji bi imao scenu nakon odjavne špice u kojoj Hal Jordan, kojeg glumi Ryan Reynolds, upoznaje Flasha. Film je kasnije otkazan nakon razočaravajućih kritika koje je dobio Green Lantern.
Nakon neuspjeha Green Lanterna, Warner Bros. počeo je raditi na rebootu Supermana koji je kasnije nazvan Čovjek od čelika, u film je uključeno nekoliko referenci na druge likove iz DC Universea, kako bismo mogli nastaviti sa stvaranjem filmskog svemira ako film bude uspješan. 10. lipnja 2013. objavljeno je da će se redatelj Zack Snyder i scenarist David S. Goyer vratiti u nastavaku filma Čovjek od čelika. Na Comic-Conu u San Diegu 2013. godine Snyder je najavio da će nastavak prvi put prikazati Supermana i Batmana na velikom platnu.
U listopadu 2014. godine Geoff Johns, govoreći o razlikama između pristupa DC Comicsa Marvel Studiju i njihovom filmskom svemiru, rekao je: "Mi to vidimo kao multiverzum. Imamo televizijski svemir i filmski svemir, ali svi oni koegzisiraju. S kreativnog stajališta radi se o tome da se svima omogući da naprave najbolji mogući proizvod, ispričaju najbolje priče, stvore najbolje svjetove. Svatko ima svoju viziju i želimo da te vizije zasjaju... to je samo drugačiji pristup."
U lipnju 2015. godine Greg Silverman govorio je o DC-jevom pristupu svom filmskom svemiru: "Imamo sjajnu strategiju za DC filmove, a to je uzeti ove voljene likove i staviti ih u ruke iskusnih filmaša i pobrinuti se da su svi koordinirani jedni s drugima. Vidjet ćete to kada vidite Batman v Superman, Suicide Squad, Liga pravde i sve ostale projekte na kojima radimo." Silverman je također govorio o DC-jevoj metodi zapošljavanja više pisaca za isti projekt: "Svaki projekt je drugačiji. U nekima imamo više scenarista koji rade zajedno. U drugima smo sastavili scenariste koji nikada nisu radili zajedno. A ponekad postoji samo jedan scenarist čiji je glas ispravan."
Warner Bros. Pictures je 4. siječnja 2018. promaknuo Waltera Hamadu u predsjedništvo DC Filmsa, zamijenivši Jona Berga i Geoffa Johnsa (koji ostaje predsjednik i CCO DC Entertainmenta). Nakon ekonomskih i kritičkih uspjeha Aquamana, DC Films i Warner Bros. zajednički su izjavili da fokus svih nadolazećih filmova više neće biti izgradnja zajedničkog svemira, fokusirajući se umjesto toga na svaki pojedini film s naglaskom na pojedinačne priče likova.

## Filmovi
| Naziv                                           | SAD Datum           | Hrv. Datum          | Redatelj(i)               | Producent(i)                                                                         |
| ----------------------------------------------- | ------------------- | ------------------- | ------------------------- | ------------------------------------------------------------------------------------ |
| Čovjek od čelika                                | 14. lipnja 2013.    | 20. lipnja 2013.    | Zack Snyder               | Charles Roven, Christopher Nolan, Emma Thomas i Deborah Snyder                       |
| Batman v Superman:Zora pravednika               | 25. ožujka 2016.    | 24. ožujka 2016.    | Zack Snyder               | Charles Roven i Deborah Snyder                                                       |
| Odred otpisanih                                 | 5. kolovoza 2016.   | 4. kolovoza 2016.   | David Ayer                | Charles Roven i Richard Suckle                                                       |
| Wonder Woman                                    | 2. lipnja 2017.     | 1. lipnja 2017.     | Patty Jenkins             | Charles Roven, Deborah Snyder, Zack Snyder i Richard Suckle                          |
| Liga pravde                                     | 17. studenoga 2017. | 16. studenoga 2017. | Zack Snyder i Joss Whedon | Charles Roven, Deborah Snyder, Jon Berg i Geoff Johns                                |
| Aquaman                                         | 21. prosinca 2018.  | 13. prosinca 2018.  | James Wan                 | Peter Safran i Rob Cowan                                                             |
| Shazam!                                         | 5. travnja 2019.    | 4. travnja 2019.    | David F. Sandberg         | Peter Safran                                                                         |
| Bird of Prey i emancipacijafamozne Harley Quinn | 7. veljače 2020.    | 6. veljače 2020.    | Cathy Yan                 | Margot Robbie, Bryan Unkeless i Sue Kroll                                            |
| Wonder Woman 1984                               | 25. prosinca 2020.  | 24. prosinca 2020.  | Patty Jenkins             | Charles Roven, Deborah Snyder, Zack Snyder, Patty Jenkins, Stephen Jones i Gal Gadot |
| Liga pravde Zacka Snydera                       | 18. ožujka 2021.    | 18. ožujka 2021.    | Zack Snyder               | Charles Roven i Deborah Snyder                                                       |
| Oder otpisanih: Nova misija                     | 5. kolovoza 2021.   | 5. kolovoza 2021.   | James Gunn                | Charles Roven i Peter Safran                                                         |
| Black Adam                                      | 21. listopada 2022. | -                   | Jaume Collet-Serra        | Beau Flynn, Dwayne Johnson, Hiram Garcia and Dany Garcia                             |
| Shazam! Bijes Bogova                            | 17. ožujka 2023.    | 16. ožujka 2023.    | David F. Sandberg         | Peter Safran                                                                         |

### Nadolazeći DCEU filmovi
| Naziv                        | SAD Datum          | Redatelj(i)       | Producent(i)                       |
| ---------------------------- | ------------------ | ----------------- | ---------------------------------- |
| The Flash                    | 23. lipnja 2023.   | Andy Muschietti   | Barbara Muschietti i Michael Disco |
| Blue Beetle                  | 18. kolovoza 2023. | Angel Manuel Soto | John Rickard                       |
| Aquaman and the Lost Kingdom | 25. prosinca 2023. | James Wan         | James Wan and Peter Safran         |

### Chapter 1: Gods and Monsters
31. siječnja 2023., James Gunn i Peter Safran najavili su da će Flash resetirati svemir, započinjući novu fazu za DCU. Istodobno su najavili nove projekte za ovu novu fazu, preimenovane u Gods and Monsters, poput Superman Legacy, koji je napisao sam Gunn, a koji će biti objavljen 11. srpnja 2025., te The Brave and the Bold, u kojima će glumiti Batman i Damian Wayne i obilježit će prvo pojavljivanje Bat-obitelji na velikom platnu.
| Naziv                        | SAD Datum       | Redatelj(i) | Producent(i)              |
| ---------------------------- | --------------- | ----------- | ------------------------- |
| Superman: Legacy             | 11. srpnja 2025 | -           | James Gunn i Peter Safran |
| The Authority                |                 | -           | James Gunn i Peter Safran |
| The Brave and the Bold       |                 | -           | James Gunn i Peter Safran |
| Supergirl: Woman of Tomorrow |                 | -           | James Gunn i Peter Safran |
| Swamp Thing                  |                 | -           | James Gunn i Peter Safran |

### Ostali mogući projekti
Warner Bros. i DC Films imaju druge DCEU projekte u različitim fazama razvoja:
- Blackhawks
- Booster Gold
- Deadshot
- Gotham City Sirens
- Green Lantern Corps
- Hourman
- Lobo
- The Metal Man
- Nightwing
- Plastic Man
- Supergirl
- The Amazonians
- Wonder Woman 3
- Zatanna

### Otkazani projekti
- The Atom
- The Batman
- Cyborg
- Deathstroke
- Liga pravde 2
- Čovjek od čelika 2
- New Gods
- The Trench
- Batgirl

## Televizijske serije
| Naziv              | Sezona | Epizode | Datum                                  | Showrunner                     |
| ------------------ | ------ | ------- | -------------------------------------- | ------------------------------ |
| Mirotvorac         | 1      | 8       | 13. siječnja 2022. – 17. veljače 2022. | James Gunn                     |
| Mirotvorac         | 2      | -       | -                                      | James Gunn                     |
| Creature Commandos |        |         |                                        | James Gunn                     |
| Waller             |        |         |                                        | Christal Henry & Jeremy Carver |
| Lanterns           |        |         |                                        |                                |
| Booster Gold       |        |         |                                        |                                |
| Paradise Lost      |        |         |                                        |                                |

### Buduće televizijske serije
- Constantine
- Justice League Dark
- Madame X
- Val-Zod

## Multiverse DC
U listopadu 2014. godine, Johns je objasnio da će DC-jev pristup njihovim filmovima i televizijskim serijama biti drugačiji od filmskog svemira Marvel Studiosa, navodeći da će njihovi filmski i televizijski svemiri biti odvojeni unutar multiversea. Geoff Johns i Jon Berg dobili su zadatak od studija da zajedno režiraju odjel DC Films i nadgledaju kreativne odluke, produkciju i lukove priča kako bi stvorili koherentnu i opću radnju unutar filmova. Johns je napustio svoju poziciju u lipnju 2018. kako bi pokrenuo vlastiti studio, iako je ostao supredsjedatelj. Berga je u siječnju 2018. zamijenio Walter Hamada na mjestu predsjednika DC Filmsa. Nakon uspješnog izdanja Wonder Woman (2017), DC Films odlučio je umanjiti zajedničku prirodu franšize.

### HBO Max filmovi
- Blue Beetle (2022.)
- Black Canary
- Static Shock
- Superman

### Elseworlds
Na DC Fandomeu u kolovozu 2020. godine Hamada je potvrdio da je Joker (2019.) smješten na drugačiju Zemlju od DC Extended Universe i Batmana. Također je potvrdio mogućnost da će u budućnosti na velikom platnu biti i drugih priča smještenih u Elseworldu i drugim svjetovima.

### The Batman
Walter Hamada izjavio je da će film biti dio DC Extended Universe-a zahvaljujući konceptu multiversea uvedenog u TV seriji koja čini Arrowverse. Stoga je film jednostavno smješten u paralelni svemir s Batmanom kojeg glumi Ben Affleck.
Unutar istog narativnog svijeta bit će smješten Gotham PD, serija koja će poslužiti kao prednastavak filma i koju će distribuirati HBO Max. Terence Winter najavljen je kao voditelj, ali je u studenom 2020. napustio projekt zbog kreativnih razlika.

### Arrowverse
DC Extended Universe bio je retroaktivno povezan s kontinuitetom CW-a Arrowverse-a kroz koncept multiversea, tijekom epizode "Crisis on Infinite Earths: Part Four". Ezra Miller ponovio je svoju ulogu Barry Allena u cameo verziji Grant Gustina. Tijekom njihovog razgovora, Millerov Barry Allen ima ideju da se naziva "Flash" od svog alternativnog sebe, a spominje i "Victora" (Cyborga). Međutim, unatoč njegovom cameou, epizoda ne potvrđuje Zemlju određenu za DCEU likove.
Millerov cameo otvorio je više mogućnosti za križanje DC filmova i Arrowverse-a. Hamada je otkrio da je prije križanja Crisis on Infinite Earths DC bio strukturiran tako da je televizijski odjel morao tražiti dopuštenje za korištenje likova iz filmske divizije. Sada se društvo "stvarno može osloniti na ovu ideju "multiversea" i prepoznati činjenicu da može postojati Flash na TV-u i jedan u filmovima, bez odabira jednog ili drugog, jer oboje postoje u ovom multiverseu". Tvorac i izvršni producent Arrowversea Greg Berlanti složio se s tim, vjerujući da će "u budućnosti biti više mogućnosti za učiniti više ovakvih stvari", te je bio otvoren za ideju da se u Arrowverseu može pojaviti više filmskih likova.

## Vanjske poveznice
- DC Films Facebook
- DC Comics filmovi DC Comics